# Stiremetra spinicirra
Stiremetra spinicirra är en sjöliljeart som först beskrevs av Carpenter 1888.  Stiremetra spinicirra ingår i släktet Stiremetra och familjen Thalassometridae. Inga underarter finns listade i Catalogue of Life.